# Брязга (деревня)
Брязга — деревня в Юрьянском районе Кировской области в составе Ивановского сельского поселения.

## География
Находится на расстоянии примерно 4 километра на восток-юго-восток по прямой от районного центра поселка Юрья.

## История
Известна с 1898 года как выселок. В 1926 году учтено хозяйств 30 и жителей 159, в 1950 40 и 152. В 1989 году оставалось 39 человек .

## Население
Постоянное население  составляло 11 человек (русские 82%) в 2002 году, 12 в 2010.